# Legione "Libertà alla Russia"
La Legione "Libertà alla Russia" (in russo Легион «Свобода России»?, Legion «Svoboda Rossii»; in ucraino: Легіон «Свобода Росії», traslitterato: Lehion «Svoboda Rosiji») è un'unità militare dell'Ucraina, formata da oppositori politici, ex prigionieri di guerra e disertori russi. È stata creata dal Ministero della difesa ucraino durante l'invasione russa del Paese.

## Storia
La legione "Libertà alla Russia" è stata formata con militari precedentemente appartenenti a un'unità dell'esercito russo (oltre 100 persone), che si è unita volontariamente alla parte ucraina. Il capo politico è l'ex deputato russo di orientamento socialdemocratico Il'ja Ponomarëv, oppositore di Putin, che è andato in esilio in Ucraina nel 2016 dopo essere stato accusato di appropriazione indebita in Russia.
Il 27 febbraio 2022, secondo il comandante dell'unità, con l'aiuto del Servizio di sicurezza dell'Ucraina, sono passati dalla parte ucraina per "proteggere gli ucraini dai veri fascisti e liberare la Russia". Successivamente ha invitato tutti i suoi compatrioti, soldati dell'esercito russo, a unirsi alla legione al fine di salvare il proprio popolo e il Paese "dall'umiliazione e dalla distruzione".
I primi volontari della legione hanno iniziato l'addestramento preliminare individuale alla fine di marzo 2022. Fra i componenti della legione ci sono alcuni soldati russi catturati e anche dissidenti politici. Il 9 aprile 2022 nel proprio canale Telegram pubblicano un video che mostra i militanti della legione catturare soldati nemici delle forze russe nel Donbass, facendoli prigionieri di guerra ed esortandoli a unirsi alla legione.
L'11 giugno 2022 è stato reso noto che Igor Volobuyev, ex vicepresidente di Gazprombank, che ha lasciato la Russia durante lo scoppio dell'invasione, si è unito alla legione. Secondo le dichiarazioni di Oleksij Arestovyč, la legione già starebbe segretamente lavorando nel territorio della Federazione Russa stessa.
Il comandante e portavoce dell'unità, Maximillian Andronnikov "Caesar", un ex membro del gruppo ultranazionalista (schierato con Putin) "Russian Imperial Movement", ha rilasciato un'intervista nel dicembre 2022, in cui sostiene che la legione possa contare su "diverse centinaia" di membri. "Caesar" ha dichiarato che durante il reclutamento gli aspiranti membri sono sottoposti a colloqui, test psicologici e macchina della verità. A partire dal dicembre 2022, la legione operava sotto il comando ucraino ed era principalmente coinvolta nell'artiglieria e nella propaganda. Secondo quanto riferito, alcuni di loro avrebbero combattuto nella battaglia di Bachmut.

### Attacchi nell'Oblast' di Belgorod del 2023
Nel maggio 2023, la Legione "Libertà alla Russia", insieme al Corpo Volontario Russo, ha lanciato una serie di incursioni in Russia, questa volta nel Grajvoronskij rajon, nell'oblast' di Belgorod.

## Simbologia e ideologia
Al posto del tricolore russo, la legione usa la bandiera bianco-azzurro-bianca nei distintivi sulla manica, una bandiera che in Patria è diventata un simbolo contro la guerra.
Caesar, il portavoce della legione, si definisce come un "nazionalista di destra".
L'accademico Michael Clarke ritiene che la legione e il Corpo Volontario Russo, i quali si auto-rappresentano come partigiani, "non sono 'liberali', ma piuttosto nazionalisti russi". La rivista Vice riporta che il gruppo include membri neonazisti. Forbes descrive il gruppo come di estrema destra.
Il manifesto della Legione la descrive come un gruppo di "liberi cittadini della Russia che si assumono la responsabilità di sé stessi e stanno iniziando a lottare per una Nuova Russia". Critica il governo di Putin per la sua corruzione e la soppressione delle libertà civili. Il gruppo ritiene che il regime di Putin possa essere rovesciato solo con la lotta armata e invita gli ufficiali e i soldati russi a disertare.